# Radikale Sosialister
Radykalni Socjaliści (Radikale Sosialister) – norweska komunistyczna partia polityczna działająca w gminie Åsnes. 
Ugrupowanie powstało 2 miesiące po tym, jak 15 grudnia 2004 rozwiązane zostały lokalne struktury Norweskiej Partii Komunistycznej. Partia posiada dwóch przedstawicieli w Radzie Gminy Åsnes.
Przewodniczącym partii jest Tore Karlstad, wiceprzewodniczącym Ivan Grenberg. Partia posiada ok. 20 członków.